# Johan Dahlin
Pour les articles homonymes, voir Dahlin.
Johan Dahlin, né le 8 septembre 1986 à Trollhättan en Suède est un footballeur suédois. Il évolue comme gardien de but au Malmö FF.

## Sélection
- Suède : 4 sélections
- Première sélection le 24 janvier 2009 : États-Unis - Suède (3-2)

Johan Dahlin obtient sa première cape internationale en étant titularisé contre les États-Unis lors de la tournée hivernale de 2009.
Il est de nouveau appelé et titularisé contre la Syrie en 2010.

## Palmarès
Malmö FF
- Champion de Suède (3) : 2010 et 2017 et 2020

 FC Midtjylland
- Championnat du Danemark (1) : 2015